# Da Lotte blev usynlig (tv-serie)
 For alternative betydninger, se Da Lotte blev usynlig. (Se også artikler, som begynder med Da Lotte blev usynlig)
Da Lotte blev usynlig er en børne-tv-serie i seks afsnit, der havde premiere 2. januar 1988. Serien blev instrueret af Linda Wendel, der også skrev manuskriptet. Serien handler om syvårige Lotte (spilles af Mathilde Gersby Rasmussen), der bliver usynlig, hvis hun trykker på sin navle. Serien er en filmatisering af bogen af samme navn, skrevet af Thorstein Thomsen i 1982.